# Partecipanti al Tour de France 1910
Qui di seguito viene riportato l'elenco dei partecipanti al Tour de France 1910.

## Corridori per squadra
Nota: R ritirato, NP non partito, FT fuori tempo massimo, S squalificato
| Alcyon-Dunlop | Alcyon-Dunlop            | Alcyon-Dunlop | Isolati | Isolati             | Isolati | Isolati | Isolati                     | Isolati |
| ------------- | ------------------------ | ------------- | ------- | ------------------- | ------- | ------- | --------------------------- | ------- |
| 1             | François Faber           | 2º            | 109     | Lucien Roquebert    | 34º     | 157     | Charles Clodi               | R 3ª    |
| 2             | Gustave Garrigou         | 3º            | 110     | Charles Pavese      | R 3ª    | 158     | Albert Baudet               | R 10ª   |
| 3             | Louis Trousselier        | R 14ª         | 111     | François Lafourcade | 14º     | 159     | Amédée Dutiron              | R 3ª    |
| 4             | Octave Lapize            | 1º            | 112     | Lucien Leman        | 30º     | 160     | Henri Alavoine              | R 10ª   |
| 5             | André Blaise             | 8º            | 113     | Charles Cruchon     | 5º      | 161     | Georges Wagner              | R 4ª    |
| 6             | Cyrille Van Hauwaert     | 4º            | 114     | Louis Faudon        | R 3ª    | 162     | Adrien Melaye               | R 3ª    |
| 7             | Marcel Godivier          | R 14ª         | 115     | Emile Lamboeuf      | R 3ª    | 163     | Constant Collet             | 41º     |
| 8             | Georges Cadolle          | R 1ª          | 116     | Eugène Leroy        | R 10ª   | 164     | Jean Perruca                | R 10ª   |
| 9             | Edouard Leonard          | R 5ª          | 118     | Ernest Paul         | 7º      | 166     | Louis Pennequin             | R 10ª   |
| 10            | Aldo Bettini             | 10º           | 119     | Pierre Privat       | R 9ª    | 167     | François Picolot            | R 9ª    |
| Legnano       | Legnano                  | Legnano       | 120     | Paul Coppens        | R 2ª    | 168     | Robert Jeannet              | R 1ª    |
| 11            | Lucien Mazan             | R 7ª          | 122     | Pierre Bordigoni    | R 3ª    | 169     | Emile Besnier               | R 10ª   |
| 12            | Maurice Brocco           | R 6ª          | 123     | Gabriel Mathonat    | 31º     | 171     | Albert Guillot              | R 1ª    |
| 13            | Jean-Baptiste Dortignacq | R 9ª          | 125     | Joseph Habierre     | 24º     | 172     | Jules Defrance              | R 2ª    |
| 14            | Maurice Decaup           | 29º           | 126     | Louis Picard        | 40º     | 174     | A. Heloin                   | R 7ª    |
| 15            | Émile Georget            | R 12ª         | 127     | Robert Charpentier  | R 4ª    | 175     | Heliot                      | R 3ª    |
| 16            | Constant Menager         | 18º           | 128     | Jean Riou           | 25º     | 176     | Georges Pasquier            | R 3ª    |
| 17            | Pierino Albini           | 11º           | 129     | Georges Fleury      | 23º     | 177     | Jean Bouillet               | 27º     |
| 18            | Ernesto Azzini           | 13º           | 131     | Emile Lamy          | R 5ª    | 179     | Célestin Guillermoz         | R 3ª    |
| 19            | Luigi Azzini             | 17º           | 133     | Raphaël Galiero     | R 7ª    | 182     | André Kuhm                  | R 1ª    |
| 20            | Lauro Bordin             | R 7ª          | 134     | Paul Boillat        | R 4ª    | 183     | Auguste Guyon               | 26º     |
| Le Globe      | Le Globe                 | Le Globe      | 135     | Eugène Merville     | R 1ª    | 184     | Georges Cauvry              | 36º     |
| 21            | Omer Beaugendre          | R 5ª          | 138     | Achille Viollet     | R 3ª    | 186     | Joseph Wiringer             | R 10ª   |
| 22            | Henri Cornet             | 16º           | 139     | Emile Abbeg         | R 4ª    | 188     | Camille Biere               | 35º     |
| 23            | Georges Paulmier         | 12º           | 141     | Louis Jouin         | 38º     | 189     | Robert Chopard              | 32º     |
| 24            | Alphonse Charpiot        | R 5ª          | 142     | Frédéric Vaillant   | R 3ª    | 190     | Adolphe Hélière             | R 7ª    |
| 25            | Julien Maitron           | 9º            | 143     | Henri Ory           | R 10ª   | 191     | Raymond Didier              | R 1ª    |
| 26            | Léon Lannoy              | R 14ª         | 144     | Georges Devilly     | R 5ª    | 192     | Alexandre Rambaudi          | R 6ª    |
| 27            | Jules Deloffre           | 15º           | 145     | Auguste Dufour      | 37º     | 194     | Maurice Pardon              | 21º     |
| 28            | Frédéric Saillot         | 20º           | 146     | Eugène Moura        | R 7ª    | 196     | Lucien Pothier              | 28º     |
| 29            | Charles Crupelandt       | 6º            | 147     | René Chaude         | 39º     | 197     | Pierino Fiore               | R 3ª    |
| 30            | Maurice Loit             | R 3ª          | 148     | Le Floch            | R 1ª    | 198     | René Bartholet              | R 10ª   |
| Isolati       | Isolati                  | Isolati       | 149     | Pierre Desvages     | R 5ª    | 200     | André Herbelin              | R 4ª    |
| 101           | Louis Bonino             | R 1ª          | 150     | Pietro Ghislotti    | 33º     | 201     | Charles Dumont              | R 10ª   |
| 102           | Joseph Leblanc           | 22º           | 151     | Albert Cognat       | R 14ª   | 202     | Octave Doury                | R 3ª    |
| 103           | Augustinn Ringeval       | 19º           | 153     | Emile Godard        | R 10ª   | 203     | Jean-Baptiste Camdessoucens | R 7ª    |
| 104           | Paul Amiot               | R 10ª         | 154     | Pierre Delplace     | R 1ª    | 206     | Antoine Wattelier           | R 9ª    |
| 105           | Noël Combelles           | R 10ª         | 155     | Vicente Blanco      | R 1ª    |         |                             |         |